# 格朗吕普费
格朗吕普费（法語：Grandlup-et-Fay）是法国皮卡第大区埃纳省的一个市镇，属于拉昂区马尔勒县。该市镇2009年时的人口为301人。

## 人口
格朗吕普费人口变化图示
| 数据来源：INSEE |